# Фоант (царь Лемноса)
Фоант (др.-греч. Θόασ). Персонаж древнегреческой мифологии. Фоант, сын Диониса и Ариадны, у Аполлония и Овидия отождествляется с царём Лемноса того же имени, хотя это явно противоречит внутренней хронологии: Ариадна является ровесницей современника аргонавтов Тесея, а её внучка Гипсипила становится женой аргонавта Ясона. Радамант сделал Фоанта царём Лемноса.
Уже в «Илиаде» назван царём Лемноса. Когда лемносские женщины решили истребить мужчин, Гипсипила спасла его и посадила в ларце в море. Его спасли у острова Энои рыболовы, нимфа Эноя родила ему сына Сикина. Позже лемносские женщины, узнав о его спасении, убили его.